# Wahl des Vorsitzenden der japanischen Demokratischen Partei
Die Wahl des Vorsitzenden der japanischen Demokratischen Partei (jap. 民主党代表選挙, minshutō daihyō senkyo) fand regulär alle drei Jahre statt. Da die Demokratische Partei von 1998 bis 2009 und ab 2012 die größte Oppositionspartei war, entschied die Wahl meist über den Oppositionsführer im Shūgiin, dem Unterhaus, während der Regierungszeit 2009 bis 2012 über den Premierminister.
Die Wahl des Vorsitzenden der von 2016 bis 2018 bestehenden Nachfolgepartei Minshintō („Demokratische Fortschrittspartei“) lief nach ähnlichen Regeln ab und ist hier bis zur Spaltung 2017 ebenfalls aufgeführt.

## Verfahren
Regulär fand die Wahl des Parteivorsitzenden alle drei Jahre auf einem Sonderparteitag im September statt. Bei vorzeitigen Wahlen, zum Beispiel nach Rücktritten, konnte eine Versammlung der demokratischen Abgeordneten beider Kammern des Parlaments entscheiden – das war bei allen Abstimmungen von Dezember 2002 bis Juni 2010 der Fall. Stand wie häufig bei Wiederwahlen nur ein Kandidat zur Wahl, so wurde der Vorsitzende ohne Abstimmung per Akklamation bestimmt.

## Geschichte
Das Wahlverfahren variierte. Das reguläre Vorwahlverfahren unter nationalen und lokalen Abgeordneten, Mitgliedern und registrierten Anhängern der Partei wurde nur 2002, 2010, 2012 und 2015 durchgeführt. Die Stimmen werden nach einem Punktesystem gewichtet: Die Stimmen der Mitglieder und Anhänger hatten zusammen 300 Punkte – je einen pro Shūgiin-Wahlkreis in Mehrheitswahl –, die regionalen Abgeordneten zusammen 100 Punkte – bestimmt in landesweiter Verhältniswahl nach D’Hondt-Verfahren –, und jede Stimme eines nationalen Abgeordneten ging mit zwei Punkten in das Ergebnis ein. 2012 wurde die reguläre Amtszeit von zwei auf drei Jahre verlängert.

### Ergebnisse
| 28. September 1996 | Yukio Hatoyama, Naoto Kan (Ko-Vorsitz) | Yukio Hatoyama | ohne Abstimmung | –                                                                                      | – |
| 28. September 1996 | Yukio Hatoyama, Naoto Kan (Ko-Vorsitz) | Naoto Kan      | ohne Abstimmung | –                                                                                      | – |
| 16. September 1997 | Naoto Kan                              |                | ohne Abstimmung | –                                                                                      | – |
| „neue“ Demokratische Partei 1998–2016                                                                                          |                                        |                |                 |                                                                                        | |
| Datum | Wahlsieger                             | Bild           | Stimmen         | Weitere Kandidaten mit Stimmen                                                         | Wahlberechtigte |
| 27. April 1998 | Naoto Kan                              | Naoto Kan      | ohne Abstimmung | –                                                                                      | – |
| 18. Januar 1999 | Naoto Kan                              | Naoto Kan      | 180             | Shigefumi Matsuzawa 51, ungültig 8                                                     | Abgeordnete, Präfekturverbände |
| 25. September 1999 | 1. Wahlgang: Yukio Hatoyama            | Yukio Hatoyama | 154             | Naoto Kan 109, Takahiro Yokomichi 57, ungültig 1                                       | Abgeordnete, Präfekturverbände |
| 25. September 1999 | Stichwahl: Yukio Hatoyama              | Yukio Hatoyama | 182             | Naoto Kan 132                                                                          | Abgeordnete, Präfekturverbände |
| 9. September 2000 | Yukio Hatoyama                         | Yukio Hatoyama | ohne Abstimmung | –                                                                                      | – |
| 23. September 2002 | 1. Wahlgang: Yukio Hatoyama            | Yukio Hatoyama | 249 Punkte      | Naoto Kan 221 Punkte, Yoshihiko Noda 182 Punkte, Takahiro Yokomichi 119 Punkte         | Vorwahlen |
| 23. September 2002 | Stichwahl: Yukio Hatoyama              | Yukio Hatoyama | 254 Punkte      | Naoto Kan 242 Punkte                                                                   | Vorwahlen |
| 10. Dezember 2002 | Naoto Kan                              | Naoto Kan      | 104             | Katsuya Okada 79                                                                       | Abgeordnete |
| 18. Mai 2004 | Katsuya Okada                          | Katsuya Okada  | ohne Abstimmung | –                                                                                      | – |
| 13. September 2004 | Katsuya Okada                          | Katsuya Okada  | ohne Abstimmung | –                                                                                      | – |
| 17. September 2005 | Seiji Maehara                          | Seiji Maehara  | 96              | Naoto Kan 94, ungültig 2                                                               | Abgeordnete |
| 7. April 2006 | Ichirō Ozawa                           | Ichirō Ozawa   | 119             | Naoto Kan 72                                                                           | Abgeordnete |
| 12. September 2006 | Ichirō Ozawa                           | Ichirō Ozawa   | ohne Abstimmung | –                                                                                      | – |
| 21. September 2008 | Ichirō Ozawa                           | Ichirō Ozawa   | ohne Abstimmung | –                                                                                      | – |
| 16. Mai 2009 | Yukio Hatoyama                         | Yukio Hatoyama | 124             | Katsuya Okada 95, ungültig 1                                                           | Abgeordnete |
| 4. Juni 2010 | Naoto Kan                              | Naoto Kan      | 291             | Shinji Tarutoko 129, ungültig 2                                                        | Abgeordnete |
| 14. September 2010 | Naoto Kan                              | Naoto Kan      | 721 Punkte      | Ichirō Ozawa 491 Punkte                                                                | Vorwahlen: Abgeordnete (412 national, 2.382 auf Präfektur- und Kommunalebene), 342.493 Mitglieder und registrierte Anhänger                                                                  |
| 29. August 2011 | 1. Wahlgang: Banri Kaieda              | Banri Kaieda   | 143             | Yoshihiko Noda 102, Seiji Maehara 74, Michihiko Kano 52, Sumio Mabuchi 24              | Abgeordnete |
| 29. August 2011 | Stichwahl: Yoshihiko Noda              | Yoshihiko Noda | 215             | Banri Kaieda 177, ungültig 3                                                           | Abgeordnete |
| 21. Sep. 2012 | Yoshihiko Noda                         | Yoshihiko Noda | 818 Punkte      | Kazuhiro Haraguchi 154 Punkte, Hirotaka Akamatsu 123 Punkte, Michihiko Kano 113 Punkte | Vorwahlen: 336 Abgeordnete im nationalen Parlament, 9 Kandidaten für nationale Wahlen, 2.030 Abgeordnete in Präfektur- und Kommunalparlamenten, 326.974 Mitglieder und registrierte Anhänger |
| 25. Dez. 2012 | Banri Kaieda                           | Banri Kaieda   | 90              | Sumio Mabuchi 54, ungültig 1                                                           | Abgeordnete |
| 18. Januar 2015 | 1. Wahlgang: Gōshi Hosono              | Gōshi Hosono   | 298 Punkte      | Katsuya Okada 294 Punkte, Akira Nagatsuma 168 Punkte                                   | Vorwahlen: Nationale Abgeordnete und Kandidat(en), Präfektur- und Kommunalabgeordnete, Mitglieder und registrierte Anhänger                                                                  |
| 18. Januar 2015 | Stichwahl: Katsuya Okada               | Katsuya Okada  | 133 Punkte      | Gōshi Hosono 120 Punkte                                                                | Abgeordnete im und 1 Kandidat (Wahl 2016) für das nationale Parlament |
| März 2016: Fusion von Demokratischer Partei und (vorher gespaltener) Ishin no Tō zur Minshintō                                 |                                        |                |                 |                                                                                        | |
| Demokratische Fortschrittspartei 2016–2018                                                                                     |                                        |                |                 |                                                                                        | |
| Datum | Wahlsieger                             | Bild           | Stimmen         | Weitere Kandidaten mit Stimmen                                                         | Wahlberechtigte |
| 27. März 2016 | Katsuya Okada                          | Katsuya Okada  | ohne Abstimmung | –                                                                                      | – |
| 15. September 2016 | Renhō Murata                           | Renhō Murata   | 503 Punkte      | Seiji Maehara 230 Punkte, Yūichirō Tamaki 116 Punkte                                   | Nationale Abgeordnete, Präfektur- und Kommunalabgeordnete, Mitglieder und registrierte Anhänger                                                                                              |
| 1. September 2017 | Seiji Maehara                          | Seiji Maehara  | 502 Punkte      | Yukio Edano 332 Punkte                                                                 | Nationale Abgeordnete, Präfektur- und Kommunalabgeordnete, Mitglieder und registrierte Anhänger                                                                                              |
| Im Abgeordnetenhauswahlkampf 2017: Spaltung der Partei in Kibō no Tō, Konstitutionell-Demokratische Partei und Rumpf-Minshintō |                                        |                |                 |                                                                                        | |